# Felicity (Ohio)
Felicity es una villa ubicada en el condado de Clermont en el estado estadounidense de Ohio. En el Censo de 2010 tenía una población de 818 habitantes y una densidad poblacional de 1.161,15 personas por km².

## Geografía
Felicity se encuentra ubicada en las coordenadas 38°50′20″N 84°5′55″O / 38.83889, -84.09861. Según la Oficina del Censo de los Estados Unidos, Felicity tiene una superficie total de 0.7 km², de la cual 0.7 km² corresponden a tierra firme y (0%) 0 km² es agua.

## Demografía
Según el censo de 2010, había 818 personas residiendo en Felicity. La densidad de población era de 1.161,15 hab./km². De los 818 habitantes, Felicity estaba compuesto por el 98.66% blancos, el 0.24% eran afroamericanos, el 0.49% eran amerindios, el 0.12% eran asiáticos, el 0% eran isleños del Pacífico, el 0.12% eran de otras razas y el 0.37% pertenecían a dos o más razas. Del total de la población el 1.22% eran hispanos o latinos de cualquier raza.